# Grand Prix Niemiec 1973

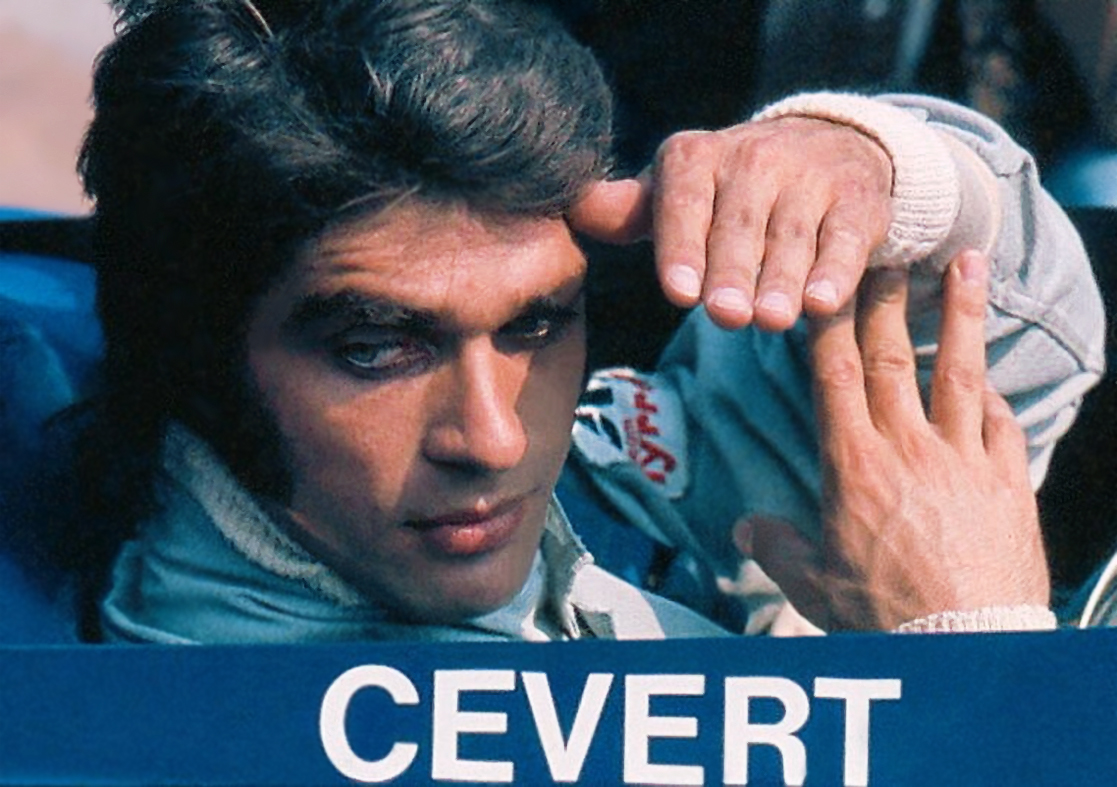
François Cevert podczas treningu

Grand Prix Niemiec 1973 (oryg. Großer Preis von Deutschland) – 11. runda Mistrzostw Świata Formuły 1 w sezonie 1973, która odbyła się 5 sierpnia 1973, po raz 19. na torze Nürburgring.
35. Grand Prix Niemiec, 21. zaliczane do Mistrzostw Świata Formuły 1.

## Klasyfikacja
| Poz. | Nr. | Kierowca             | Konstruktor       | Okrążeń | Czas/powód NU | Poz. start. | Punktów |
| ---- | --- | -------------------- | ----------------- | ------- | ------------- | ----------- | ------- |
| 1    | 5   | Jackie Stewart       | Tyrrell-Ford      | 14      | 1:42:03.0     | 1           | 9       |
| 2    | 6   | François Cevert      | Tyrrell-Ford      | 14      | 1.6           | 3           | 6       |
| 3    | 30  | Jacky Ickx           | McLaren-Ford      | 14      | 41.2          | 7           | 4       |
| 4    | 24  | Carlos Pace          | Surtees-Ford      | 14      | 53.8          | 11          | 3       |
| 5    | 11  | Wilson Fittipaldi    | Brabham-Ford      | 14      | + 1:19.9      | 13          | 2       |
| 6    | 1   | Emerson Fittipaldi   | Lotus-Ford        | 14      | + 1:24.3      | 14          | 1       |
| 7    | 31  | Jochen Mass          | Surtees-Ford      | 14      | + 1:25.2      | 15          |         |
| 8    | 17  | Jackie Oliver        | Shadow-Ford       | 14      | + 1:25.7      | 17          |         |
| 9    | 8   | Peter Revson         | McLaren-Ford      | 14      | + 2:11.8      | 7           |         |
| 10   | 26  | Henri Pescarolo      | Iso Marlboro-Ford | 14      | + 2:22.5      | 12          |         |
| 11   | 9   | Rolf Stommelen       | Brabham-Ford      | 14      | + 3:27.3      | 16          |         |
| 12   | 7   | Denny Hulme          | McLaren-Ford      | 14      | + 3:38.7      | 8           |         |
| 13   | 12  | Graham Hill          | Shadow-Ford       | 14      | + 3:49.0      | 20          |         |
| 14   | 23  | Mike Hailwood        | Surtees-Ford      | 13      | + 1 okrążenie | 18          |         |
| 15   | 18  | David Purley         | March-Ford        | 13      | + 1 okrążenie | 22          |         |
| 16   | 15  | Mike Beuttler        | March-Ford        | 13      | + 1 okrążenie | 19          |         |
| NU   | 10  | Carlos Reutemann     | Brabham-Ford      | 7       | Silnik        | 6           |         |
| NU   | 19  | Clay Regazzoni       | BRM               | 7       | Silnik        | 10          |         |
| NU   | 16  | George Follmer       | Shadow-Ford       | 5       | Wypadek       | 21          |         |
| NU   | 20  | Jean-Pierre Beltoise | BRM               | 4       | Skrz. biegów  | 9           |         |
| NU   | 21  | Niki Lauda           | BRM               | 1       | Wypadek       | 5           |         |
| NU   | 2   | Ronnie Peterson      | Lotus-Ford        | 0       | Zapłon        | 2           |         |